# Oberweid
Oberweid ist eine Gemeinde im Landkreis Schmalkalden-Meiningen in Thüringen. Sie gehört der Verwaltungsgemeinschaft Hohe Rhön an, die ihren Verwaltungssitz in der Gemeinde Kaltennordheim hat.

## Geografie
Oberweid liegt im oberen Talschluss des Weidbaches in der thüringischen Rhön. Umgeben wird das Dorf vom Ellenbogen (Rhön) (814 m), dem Weidberg (725 m) und dem Staufelsberg (649 m). Der Ort liegt in der Kernzone des Biosphärenreservates Rhön, einem der letzten deutschen Landstriche mit nahezu unversehrten Naturschönheiten wie das Naturschutzgebiet Rhönwald, das Basaltmeer am Ellenbogen, der ehemalige Steinbruch mit Säulenbasalt.

## Geschichte

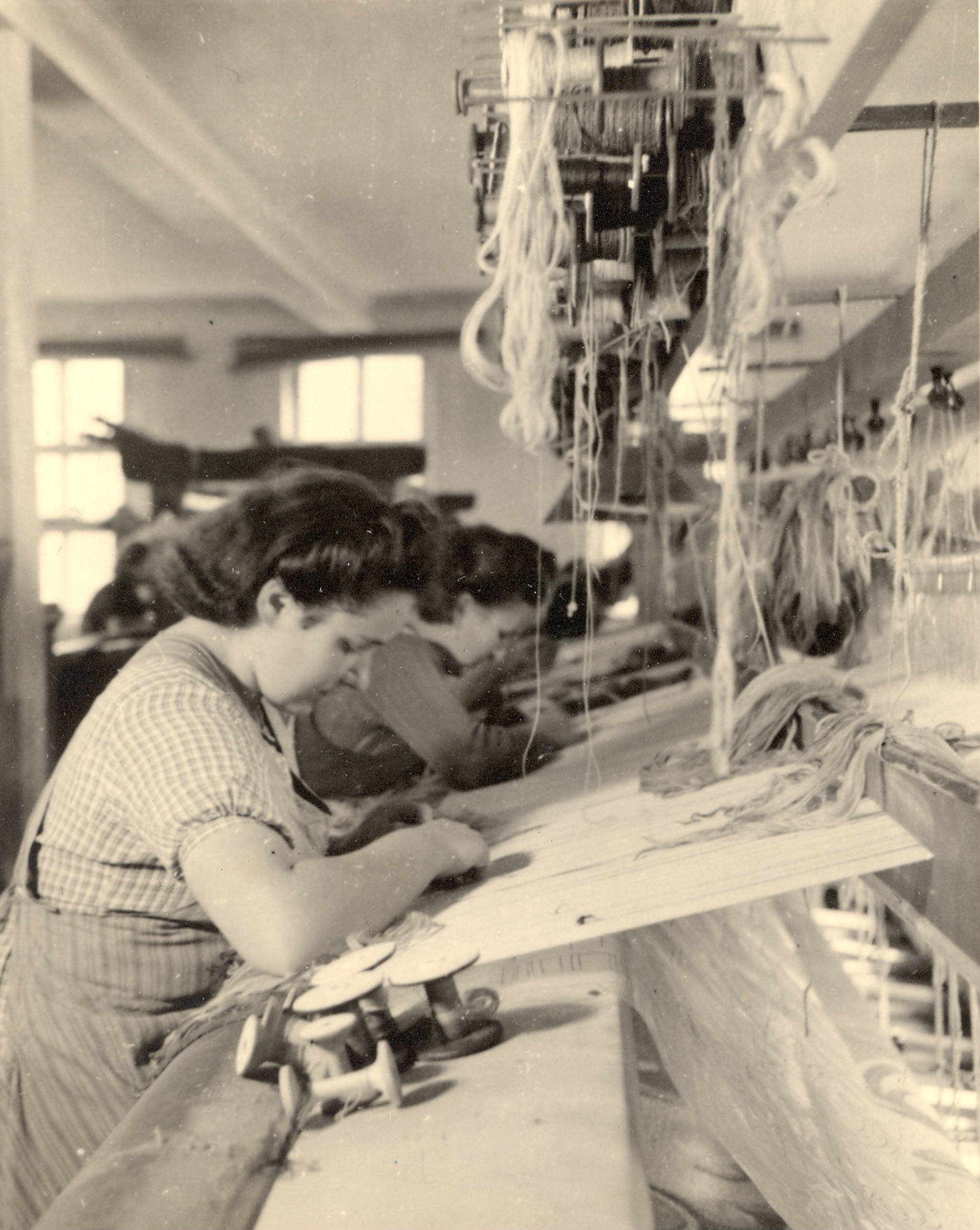
Weberei Sauermilch in Oberweid um 1920

Ein erster Beleg für menschliche Besiedlung ist eine mehrere tausend Jahre alte steinerne Pfeilspitze die in diesem Jahrhundert gefunden wurde. Mit der fränkischen Expansion nach Osten kam die Region zum Fränkischen Reich. Erstmals wurde Oberweid im Jahr 795 in einer Schenkungsurkunde an das Kloster Fulda erwähnt. Im Mittelalter kam Oberweid als Lehen an die Henneberger. Von 1500 bis 1806 lag der Ort im Fränkischen Reichskreis. Mit dem Übertritt des Grafen Georg Ernst von Henneberg zum evangelisch-lutherischen Bekenntnis 1544 wurde Oberweid protestantisch. Der Ort gehörte zum Amt Kaltennordheim der Grafschaft Henneberg, später zu Sachsen-Weimar-Eisenach (Eisenacher Oberland). Von 1609 bis 2015 hatte das Dorf eine eigene Pfarrstelle.
Oberweid war von 1629 bis 1687 von Hexenverfolgungen betroffen: 23 Frauen und zwei Männer gerieten in Hexenprozesse, 16 Personen wurden hingerichtet, eine Frau starb unter der Folter, eine wurde mit Landesverweisung bestraft. Die ersten Opfer waren 1629 Hans Hauck und dessen Frau Apollonia Hauck.
Für eine kurze Zeit wurde im 15. Jahrhundert im Ort eine Glashütte betrieben. Zudem gab es früher dort bedeutende Kunstwebereien und eine Gobelin-Manufaktur.
Am Ersten Weltkrieg nahmen 141 Oberweider Männer teil. Davon kehrten 35 nicht mehr heim. In den 1920er-Jahren engagierte sich der Bund schaffender Landwirte (BsL) unter Ernst Putz in Oberweid und hatte unter der Bevölkerung zahlreiche Anhänger.

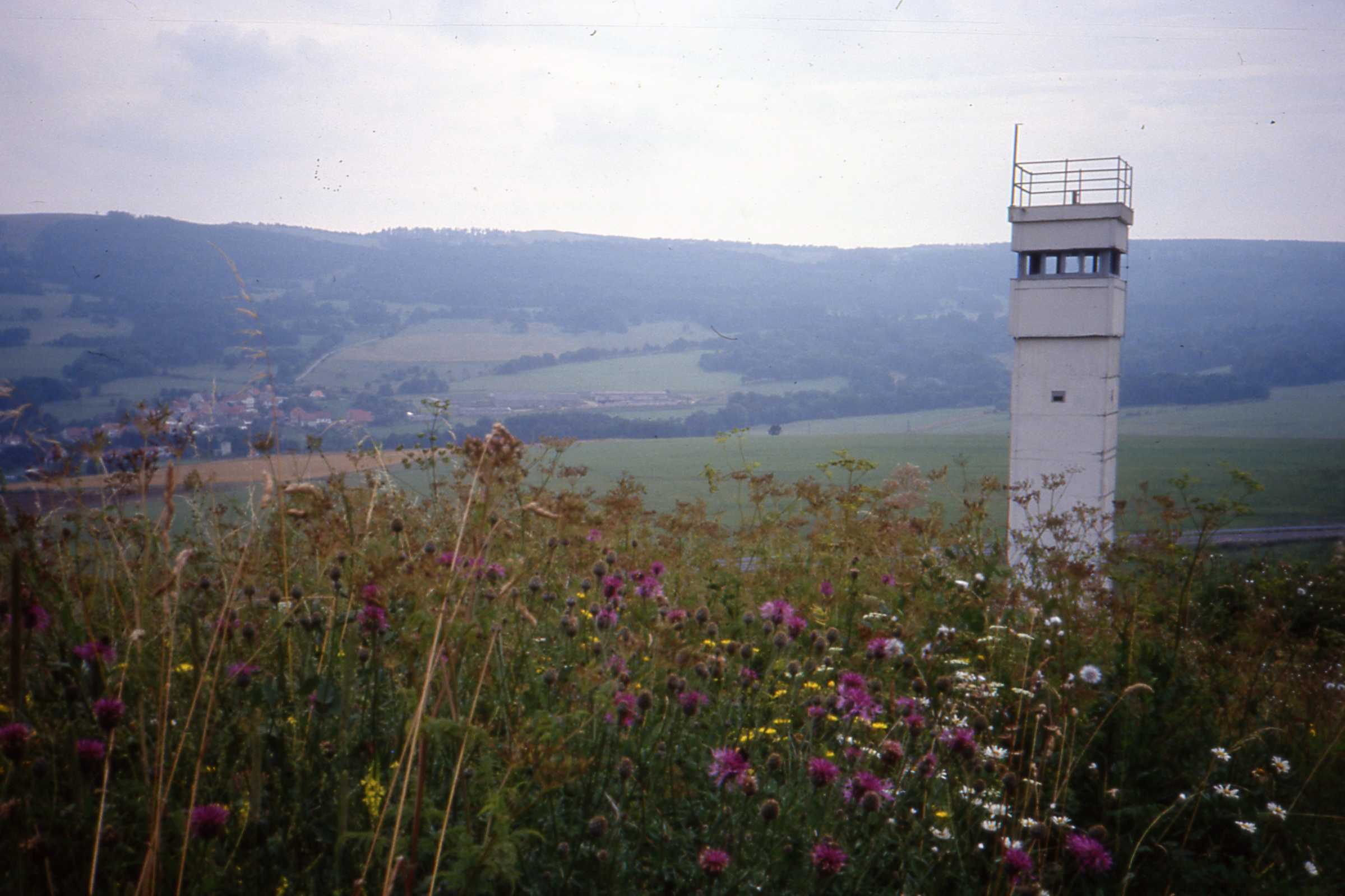
Grenzbeobachtungsturm in der Nähe von Oberweid bis 1989 in Nutzung durch die Grenztruppen der DDR

Zwischen 1941 und 1945 waren bei zahlreichen Bauern in Oberweid ausländische Zwangsarbeiter als Hilfskräfte in der Landwirtschaft eingesetzt. Am Zweiten Weltkrieg mussten über 150 Oberweider teilnehmen. Über 60 von ihnen kamen im Krieg zu Tode. Im Zusammenhang mit einem Luftangriff auf Schweinfurt und Nürnberg am 31. März 1944 stürzte eine Lancaster der Royal Air Force unterhalb des Gipfels des Ellenbogen bei Oberweid ab (Absturzstelle). Dabei kamen fünf Besatzungsmitglieder (Sergeant R. J. A. Boon, Sergeant J. A. Hildreth, Flying Officer E. C. Espley, Sergeant H. R. Lawrence und Sergeant L. G. Washer) ums Leben und wurden ohne Ehre auf dem Friedhof in Oberweid beerdigt. Nach Kriegsende erfolgte die Umbettung auf einen britischen Kriegsgefallenenfriedhof in Berlin. Der Pilot Flight Lieutenant P. E. Underwood sowie der Funker Sergeant A. E. Evans überlebten den Absturz und kamen in Kriegsgefangenschaft. Nach Ende des Krieges konnten sie in ihre Heimat zurückkehren.
Am Nachmittag des 1. April 1945, es war der Ostersonntag, rückten von Unterweid her US-amerikanische Truppen kampflos in Oberweid ein. Mehrere Bürger hatten bereits am Vormittag am Kirchturm eine weiße Fahne gehisst. Damit war in diesem Ort der Zweite Weltkrieg beendet. Im Sommer 1945 rückten die westlichen Alliierten ab und Oberweid wurden durch sowjetische Truppen besetzt. Von 1949 bis 1990 wurde die nur wenige hundert Meter von der Gemeinde entfernte jahrhundertealte Grenzlinie zur innerdeutschen Grenze.
Mit der Einrichtung eines Grenzübergangs am 3. Dezember 1989 wurde die Straße nach Simmershausen in Hessen wieder nutzbar.

## Politik

### Gemeinderat
Der Gemeinderat aus Oberweid setzt sich aus 8 Ratsherren zusammen.
- Schützenverein Oberweid 1990 e. V.: 2 Sitze
- Freie Wählergemeinschaft (FWG) Oberweid: 3 Sitze
- Fußballverein SV Germania Oberweid 1929 e. V.: 3 Sitze

(Stand: Kommunalwahl am 25. Mai 2014)

### Bürgermeister
Der ehrenamtliche Bürgermeister Tino Hencl (Gemeinsam für Oberweid) wurde am 5. Juni 2016 gewählt.

## Kultur

### Tourismus

#### „Noahs Segel“

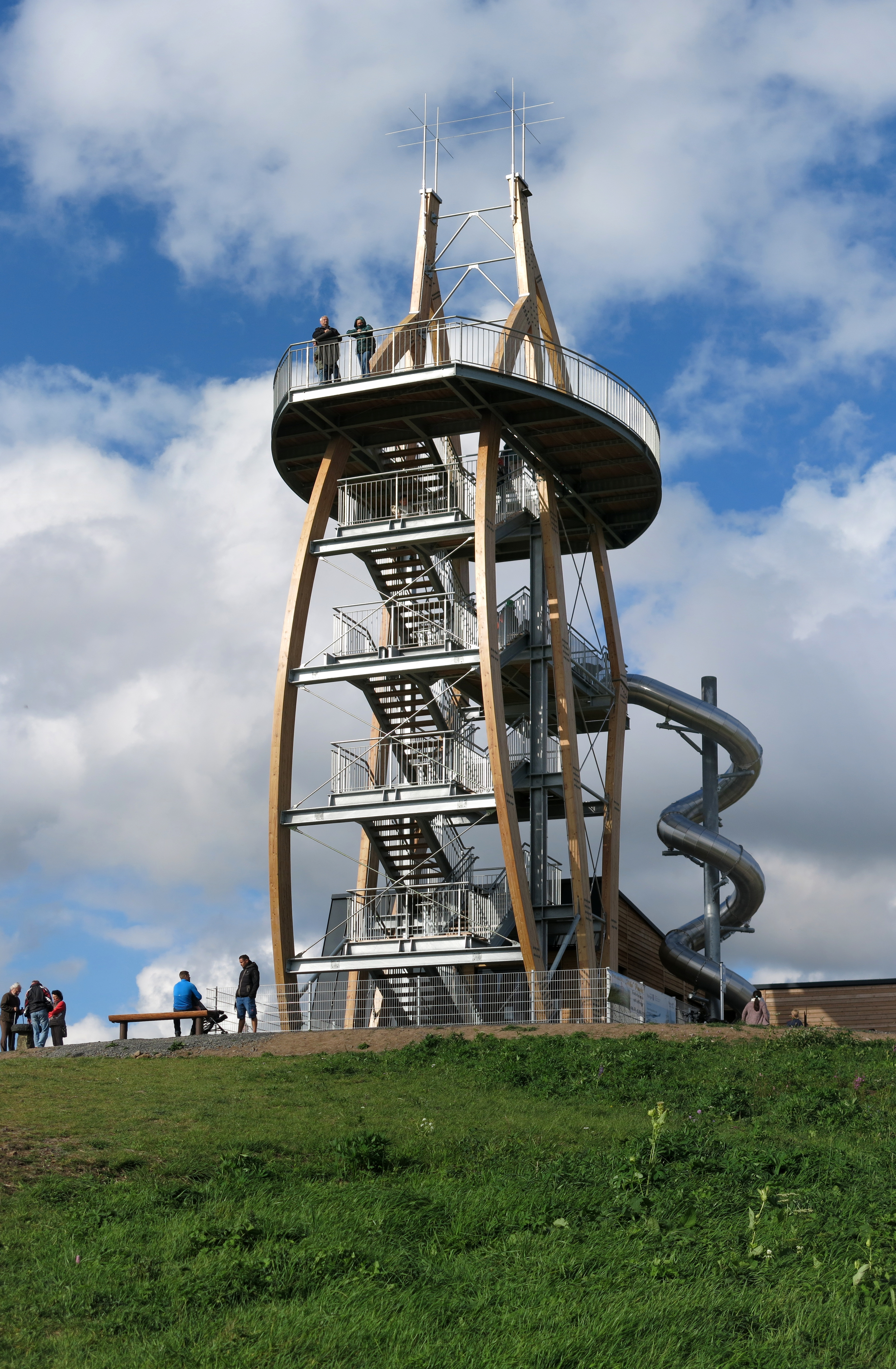
Aussichtsplattform „Noahs Segel“

Die 21 m hohe Aussichtsplattform Noahs Segel auf dem Gipfel des 813 m hohen Ellenbogen (Rhön) bietet einen Blick bis zum Brocken im Harz (Mittelgebirge) und dem Steigerwald.
Nach dem Aufstieg über die Treppe kann für den Weg nach unten die Abenteuerrutsche genutzt werden.

#### Ellenbogen
Der Ellenbogen ist ein 813 m ü. NHN hoher Berg; untere Teile seiner Flanken liegen in Bayern und Hessen. Rund 1,5 km südlich befindet sich mit dem Schnitzersberg (815,5 m) die höchste Erhebung der thüringischen Rhön. Der Berg ist vulkanischen Ursprungs.

#### Entdeckerpfad Hohe Rhön
Der 18 km lange Wanderpfad selbst ist das Herzstück einer neu entstandenen Vernetzung von Ausflugszielen der Region. 21 Anlaufpunkte und Erlebnisse bietet die Wanderstrecke. Rundtouren sind in Verbindung mit den Ortsrundwanderwegen oder Rhönklubwegen möglich.
An den verschiedenen Stationen können Kinder zum Beispiel Klettern „wie Ameisen“, sich „wie ein Storch im Nest“ fühlen oder als Spinne umherkrabbeln. Die ganze Familie erfährt unterwegs Wissenswertes zur Region – von Wasser bis Wald, zur Grenzgeschichte oder zu Geistern und Mythen der Rhön. Dazu kann nicht nur die geistige Fitness getestet werden.
Thematischen Etappen
- „Rhönwasser“ – auf diesem Wegabschnitt der bei Unterweid beginnt – wartet eine verwunschene Müllerstochter auf ihre Befreiung. „Hört den Wind, löst die Rätsel, erprobt die Kraft des Wassers und testet Euer Wissen und aufmerksames Auge an den Kaskaden!“

- Entdeckerpfad „Rhönwald“ – Mandra, die schwangere Frau Feuersalamander, ist auf der Suche nach einem Laichplatz für ihre Larven. Auf ihrer Suche trifft sie verschiedene Waldtiere. Eichhörnchen, Ameisen, Schwarzstorch und andere Rhönwaldbewohner laden sie ein, bei sich zu wohnen.

- „Rhöngeister“ – Wahrheit oder Dichtung? Phantasiegestalt oder Naturphänomen? Auf diesem Wegabschnitt geht es etwas geheimnisvoll zu. Am Hexenstein versucht Rosetta, einen auszutricksen, am Teich müsste man schneller als das Schlitzöhrchen sein, dann fliegt man fast wie der Rotmilan über der Landschaft. Und schließlich trifft man Wettergötter der Rhön.

- „Rhöngeschichte“ – Die Rhön als Grenzland zwischen den Bundesländern Hessen, Bayern und Thüringen, aber auch die Zeit als Grenze zwischen Ost- und Westblock werden auf diesem Wegabschnitt thematisiert. Man erfährt auch Wissenswertes über besondere Bewohner des Grünen Bandes in einem Vogelstimmenquiz.

#### Vogellehrpfad
Ein Rundweg am Rande des Ortes bietet mit mehreren Infotafeln Informationen zur heimischen Avifauna.

#### Wanderwege
- Hochrhöner

Oberhalb der Ortslage verläuft der Premiumwanderweg Hochrhöner.
- Rhön-Rennsteig-Wanderweg: Über den Ellenbogen  führt der von der Wasserkuppe kommende Wanderweg, der weiter nach Oberhof verläuft.

### Sport
- Schützenverein Oberweid 1990 e. V.

Der Verein wurde 1990 gegründet und hat ca. 40 Mitglieder. Trainiert werden die Disziplinen Luftgewehr, Luftpistole, Sportgewehr und Sportpistole. Regelmäßig nehmen Mitglieder an Wettkämpfen auf Kreis-, Landes- und Bundesebene teil. Es konnten bereits mehrfach Erfolge als Kreismeister und Landesmeister errungen werden. Der Verein ist seit der Bildung der Liga 1996 mit mindestens einer Mannschaft in der Kreisliga präsent.
- Fußballverein SV Germania Oberweid 1929 e. V.

Der örtliche Fußballverein wurde 1929 gegründet und spielt in der 1. Kreisklasse. In der DDR-Zeit umbenannt, hieß er bis 1990 BSG Traktor Oberweid. Austragungsort seiner Spiele ist die Rhönsportanlage Staufelsberg. Der Verein ist Ausrichter der jährlich stattfindenden Trachtenkirmes.

#### Sportstätten
Rhönsportanlage Staufelsberg
- Fußballfeld
- Outdoor-Tischtennis
- Beach-Volleyball

### Vereine
- Freiwillige Feuerwehr Oberweid

Seit Ende des 18. Jahrhunderts besteht zum Schutz der Einwohner die Freiwillige Feuerwehr.
- Kirchenchor Harmonie

Gegründet 1900, führt der Kirchenchor jährlich ein Frühlingssingen gemeinsam mit Gastchören durch. In der Vorweihnachtszeit wird ein Adventssingen in der Dorfkirche St. Michael veranstaltet.
- Oberweider Carnevals Club (OCC)

Der Carnevalsverein, gegründet 1955, ist in der Gemeindestruktur fest verwurzelt. Jährlich werden Festsitzungen und ein Festumzug organisiert. Überregional nehmen die Mitglieder an Gastsitzungen und Wettbewerben teil.
- Rhönklub Zweigverein Oberweid

### Regelmäßige Veranstaltungen
Zu den traditionellen Höhepunkten des Ortes gehören die Karnevalsveranstaltungen, das Backhausfest im Juni, das Sport- und Schützenfest im Sommer sowie die Kirmes mit dem traditionellen Hahnen- oder Gückelschlagen im Oktober.

### Kulinarische Spezialitäten
Eine typische Spezialität ist der Zwiebelkuchen, in Oberweid Zwübelsploatz genannt. Dieser wurde früher im Backhaus gebacken.

### Mundart
Oberweid lag bei seiner Gründung im Kerngebiet des Frankenreiches und gehört seitdem zum ostfränkischen Sprachraum, das wiederum zum Oberdeutschen Sprachraum gehört. Hier wird Hennebergisch gesprochen. Das „Platt“, wird heute im Alltag immer seltener gesprochen.

## Sehenswürdigkeiten

### Bauwerke
In Oberweid befinden sich mehrere, unter Schutz gestellte, gut erhaltene Fachwerkhäuser.
Das Langhaus der evangelischen Kirche St. Michael stammt aus dem Jahre 1609. Der Chorturm (1576) ist älter und wurde mit verschiefertem Fachwerk erhöht. 1632 wurde die Kirche erweitert. Bis auf die zweigeschossigen Emporen ist die Ausstattung einfach. In der Kirche wurde 1652 der Pfarrer Johann Krieg begraben, der von einer „Hexe“ zu Tode gemartert worden sein soll.
1676/77 und 1687 wurde Regina, die Witwe von Pfarrer Peter Kriegs in einem Hexenprozess angeklagt, aber freigesprochen.
Bemerkenswert ist der Taufstein von 1551, der ein Beispiel der frühen Neuzeit gibt, das noch ganz im Geiste der Gotik steht. Mit rundem Becken über achteckigem Fuß, ist er mit Rosetten und dem Henneberger Wappen verziert. Die Wehrkirche wurde restauriert (Innenrestaurierung 1980–1981; Außenrestaurierung 1995–1998) und ist sehenswert.

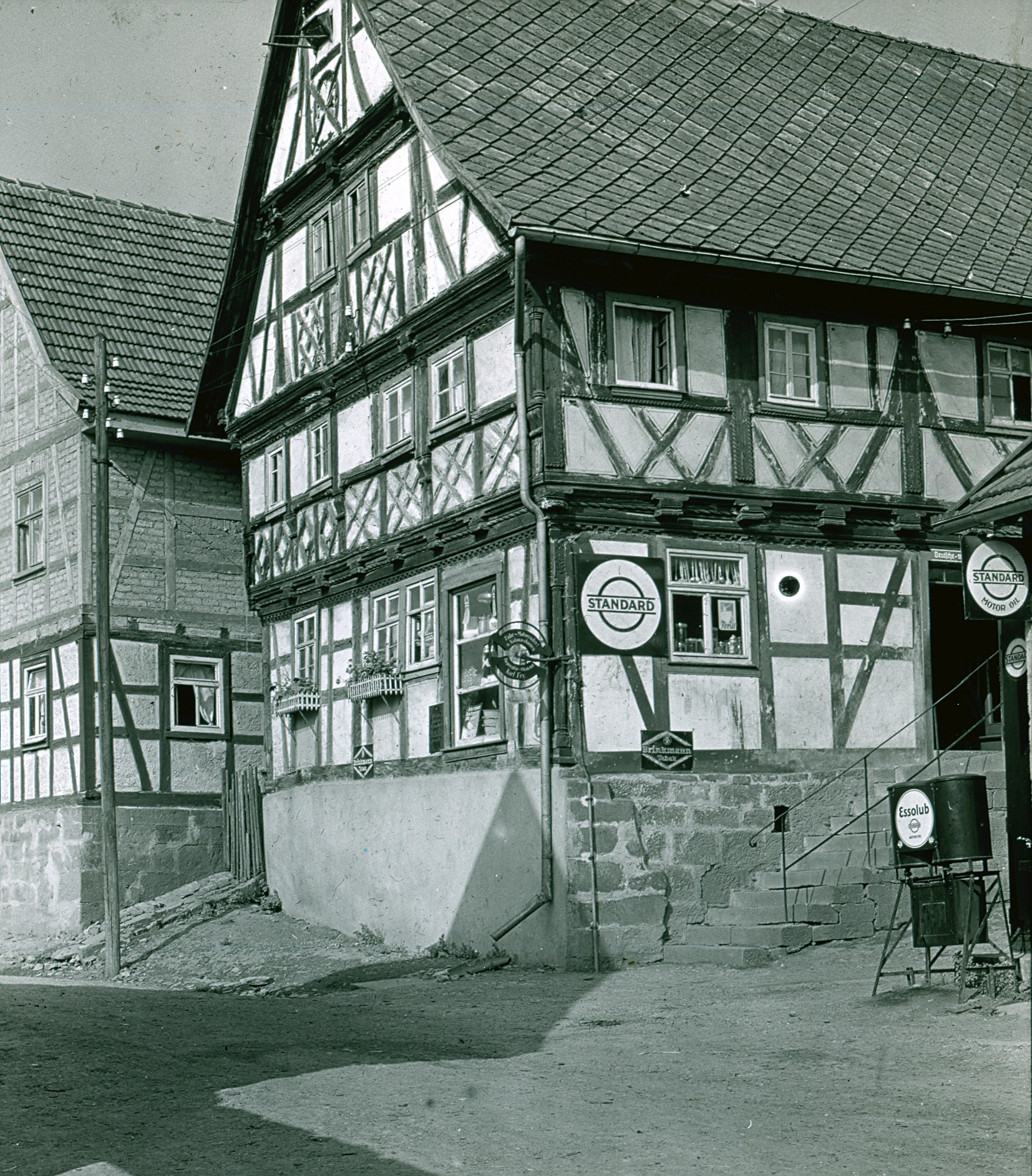
Fachwerkhaus von Georg Fey in Oberweid um 1920, Kolonialwarenhandel und Tankstelle
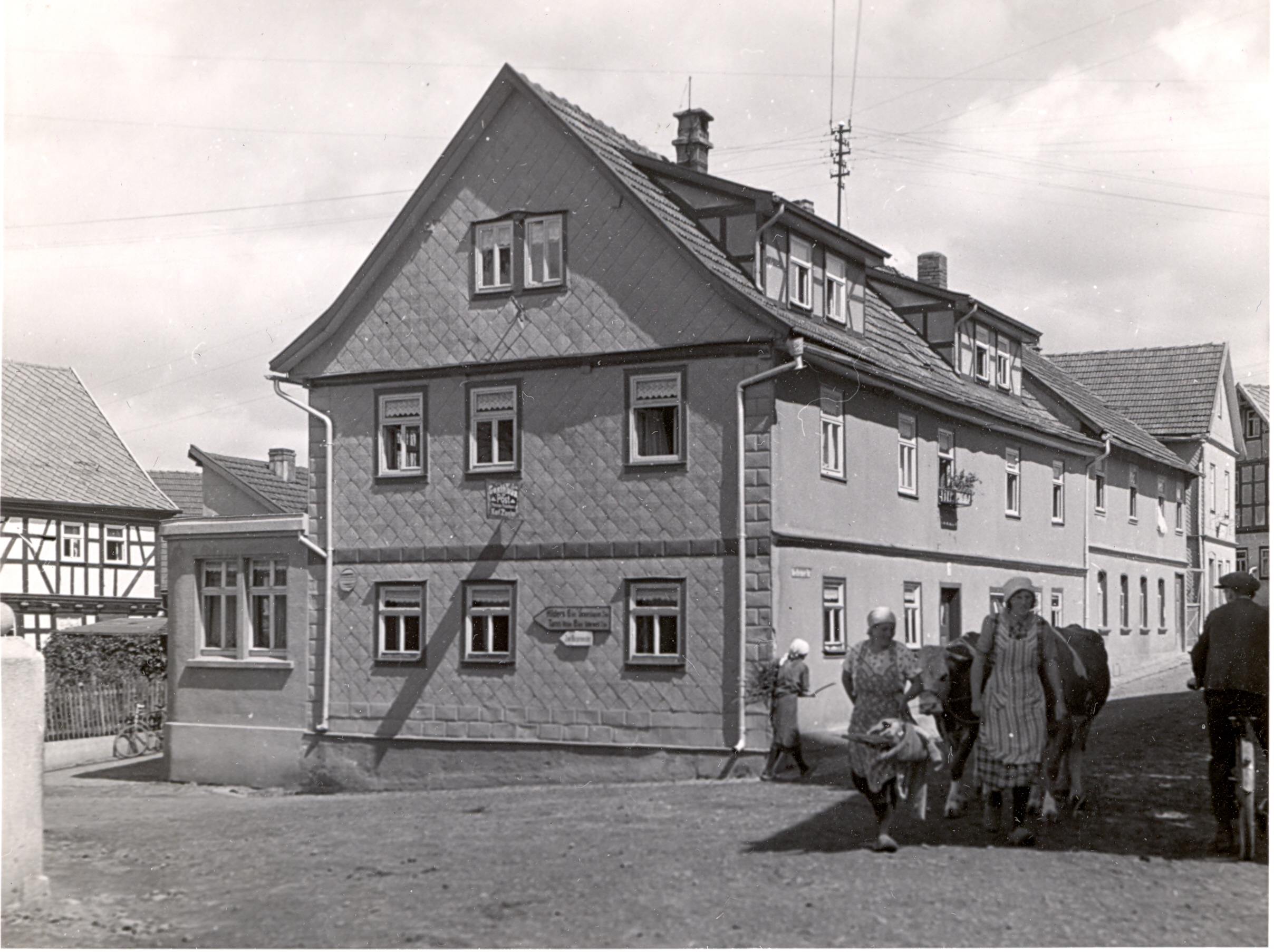
Gasthaus „Zur Post“ in Oberweid um 1920
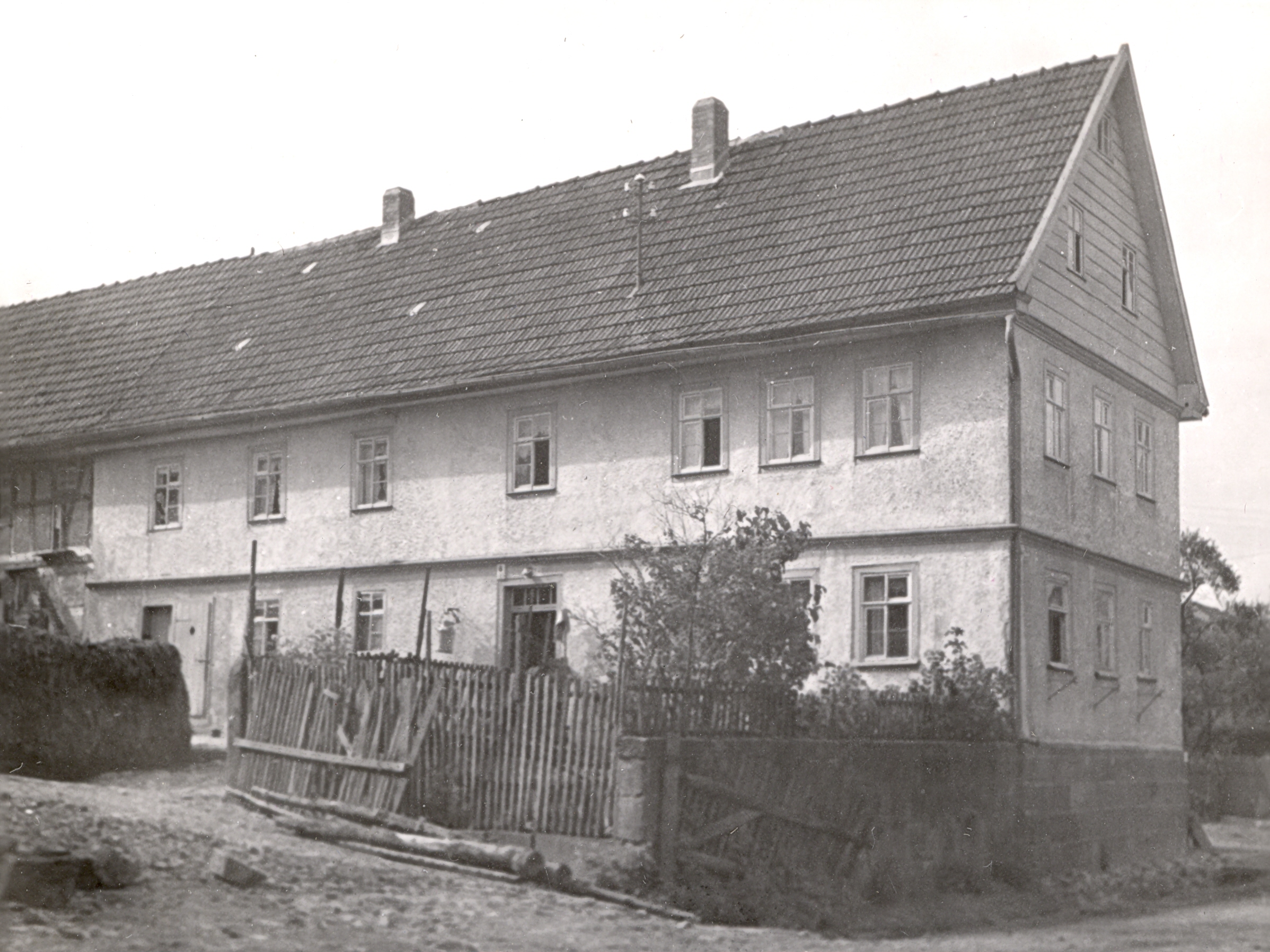
Bauernhof von August Flöhl in Oberweid um 1920

### Denkmale
- An der Friedhofsmauer befinden sich zwei Sühnekreuze aus Sandstein. Eines der Kreuze ist bündig in die Friedhofsmauer eingebettet, wobei der rechte abgebrochene Arm etwas unterhalb der Bruchstelle in die Mauer eingefügt wurde.[9]
- Am östlichen Ortsrand in Richtung Kaltenwestheim befindet sich ein Gedenkstein für den im Dezember 1798 dort erfrorenen Boten Johannes Herpich, der im März 1799 in Frankenheim beigesetzt wurde.[9]
- Für die Gefallenen des Ersten Weltkriegs ist in der Kirche St. Michael eine Gedenktafel angebracht.
- Im Ortszentrum erinnert ein Gedenkstein an die Gefallenen des Ersten und Zweiten Weltkriegs.
- Am Wanderweg Oberweid–Simmershausen wurde eine Gedenktafel zur Erinnerung an die Siedlungen Anzenhof und Ziegelhütte geschaffen. Der spätestens im 16. Jahrhundert gegründete Ort Anzenhof wurde 1975 zwangsgeräumt und dem Erdboden gleichgemacht. Die kleine Siedlung Ziegelhütte, bestehend aus drei Wohnhäusern und Nebengebäuden, wurde bereits 1970 geräumt und abgerissen. Beide Ansiedlungen lagen nur wenige hundert Meter von der Deutsch-Deutschen Grenze entfernt, innerhalb des zur DDR-Grenzanlagen gehörenden 500-m-Sperrgebietes, das nicht bewohnt sein sollte.  Der Rhönklub stiftete 1999 eine Gedenktafel.[10]
- An der Straße nach Simmershausen erinnert an der Gemeindegrenze ein von dem Oberweider bildenden Künstler Waldo Dörsch gestaltetes Denkmal an die Grenzöffnung am 3. Dezember 1989.

## Wirtschaft und Infrastruktur
Typische Handwerksbetriebe wie Tischlerei, Klempnerei und Heizungsbau, Fliesenlegerhandwerk, Schlosserei und Elektrohandwerk bestimmen die wirtschaftliche Struktur von Oberweid. Die landwirtschaftlichen Nutzflächen werden größtenteils von der Landschaftspflege-Agrarhöfe GmbH & Co. KG mit Sitz in Kaltensundheim bewirtschaftet.

### Verkehr
Von Oberweid aus kann man wochentags mit der Linie 411 der Meininger Busbetriebs GmbH die 32 km östlich gelegene Kreisstadt Meiningen erreichen, die auch ein Eisenbahnknotenpunkt ist.
Noch etwas näher gelegen sind folgende Bahnhöfe:
- 27 km südwestlich: Gersfeld (Rhön) an der Bahnstrecke Fulda–Gersfeld
- 28 km östlich: Wasungen sowie Walldorf an der Bahnstrecke Eisenach–Meiningen
- 31 km westlich: Hünfeld an der Bahnstrecke Bebra–Fulda

### Wasser und Abwasser
Die Wasserver- und Abwasserentsorgung wird durch den Wasser- und Abwasserverband Bad Salzungen sichergestellt.

## Persönlichkeiten
- Waldo Dörsch (1928–2012), Bildhauer